# Șovinism masculin

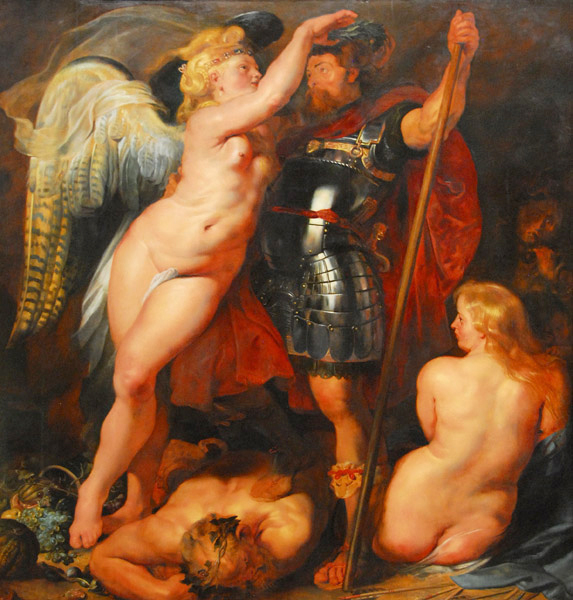
Încoronarea eroului virtuos de către Peter Paul Rubens

Sensul originar al termenului șovinism este cel de patriotism exagerat, necritic, credință extremă în superioritatea absolută a propriei patrii și a propriei culturi. Orice persoană născută într-o anumită patrie și cultură are o superioritate înnăscută față de altele. După 1960 termenul a fost transferat în feminismul american, luându-se în considerare relația semantică între doi termeni: cel de patriot și cel de patriarh. Astfel, a apărut un termen nou: șovinism masculin și înseamnă credința absolută, nereflexivă și necondiționată în superioritatea oricărui bărbat asupra oricărei femei, în baza apartenenței la un sex. Bărbații sunt axiomatic superiori fiindcă sunt bărbați. Prin urmare, femeile sunt datoare să se supună și să-și manifeste loialitatea necondiționată față de superiorii lor eterni. Expresia tare cu care au fost tratați bărbații care manifestă astfel de atitudini de către unele grupări feministe este aceea de „male chauvinist pigs” .
Șovinismul masculin se poate manifesta deschis, explicând adeseori violența fizică și simbolică împotriva femeilor, sau ascuns, în situația în care femeilor le este retrasă orice autoritate, sunt ignorate altfel decât funcțional, pentru scopuri bărbătești (devin simple surse de satisfacție sexuală, perpetuare și îngrijire a bărbaților). Teoriile feministe au analizat manifestările șovinismului inclusiv în limbajul disprețului și desconsiderației față de femei.

## Reprezentări
Machismo se bazează pe trăsături sau comportamente biologice, istorice, culturale, psiho-sociale și interpersonale. Unele dintre trăsăturile bine cunoscute sunt;
- Posturing; presupune o anumită postură sau atitudine corporală, adesea neobișnuită sau exagerată. Acestea trebuie să rezolve toate diferențele, abuzurile verbale sau fizice, sau provocările și dezacordurile trebuie să fie confruntate cu violența, spre deosebire de diplomație. Tratându-și soția ca pe un afiș al unui lord protector îndepărtat. Femeile sunt iubitoare, bărbații cuceresc.[1]
- Disponibilitatea de a face față pericolului.[2]
- Abilitatea sexuală, fiind afirmativă sexual. Timiditatea este o problemă colectivă pentru bărbați.[3]
- Simbolismul falic distinct. Produsul colonialismului din America este un „simbol falic al celor mai buni oameni, un om adevărat, ar putea fi”.[4]

Trăsăturile psiho-sociale pot fi rezumate ca; invulnerabilitate emoțională, dominantă patriarhală, reacții agresive sau de control la stimuli și ambivalență față de femei. Aceasta este o perspectivă culturală și psihologică mexicană, ca răspuns masculin mexican la cucerirea spaniolă a conquistadorului din America. Unii savanți au remarcat că machismul a fost adoptat ca o formă de control pentru corpul masculin.